# Don Camillo (série de films)
Pour les articles homonymes, voir Don Camillo (homonymie).

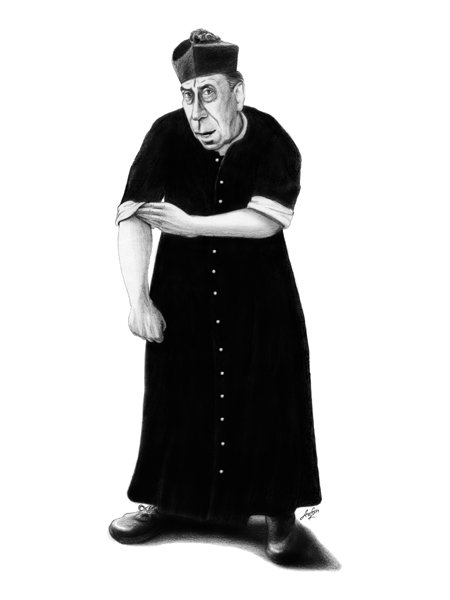
Don Camillo sous les traits de Fernandel.

Don Camillo est une série cinématographique franco-italienne adaptée des nouvelles Don Camillo de l'écrivain italien Giovannino Guareschi. Ces films mettent en scène l'acteur français Fernandel dans le rôle du curé de Brescello en Bassa padana, tandis que le comédien italien Gino Cervi incarne son rival Peppone, maire communiste du village.
Six films sont tournés avec Fernandel : Le Petit Monde de don Camillo (1952), Le Retour de don Camillo (1953), La Grande Bagarre de don Camillo (1955), Don Camillo Monseigneur (1961) et Don Camillo en Russie (1965), le dernier Don Camillo et ses contestataires en 1970 étant inachevé à cause de la mort du comique marseillais. Cet ultime film est terminé sous le titre Don Camillo et les contestataires (1972), Gastone Moschin et Lionel Stander remplaçant Fernandel et Gino Cervi.
Le premier film, Le Petit Monde de don Camillo, est un triomphe commercial en Italie et en France, demeurant des décennies plus tard l'un des plus grands succès aux box-offices italien et français.

## Fiche technique
| Film          | Le Petit Monde de don Camillo (1952) | Le Retour de don Camillo (1953) | La Grande Bagarre de don Camillo (1955) | Don Camillo Monseigneur (1961)        | Don Camillo en Russie (1965) | Don Camillo et ses contestataires (1970, inachevé) | Don Camillo et les Contestataires (1972) |
| ------------- | ------------------------------------ | ------------------------------- | --------------------------------------- | ------------------------------------- | ---------------------------- | -------------------------------------------------- | ---------------------------------------- |
| Titre italien | Don Camillo                          | Il ritorno di don Camillo       | Don Camillo e l'onorevole Peppone       | Don Camillo monsignore… ma non troppo | Il compagno don Camillo      | Don Camillo e i giovani d'oggi                     | Don Camillo e i giovani d'oggi           |
| Réalisateur   | Julien Duvivier                      | Julien Duvivier                 | Carmine Gallone                         | Carmine Gallone                       | Luigi Comencini              | Christian-Jaque                                    | Mario Camerini                           |
| Scénaristes   | René Barjavel                        | René Barjavel                   | René Barjavel                           | René Barjavel                         | René Barjavel                |                                                    |                                          |
| Scénaristes   | Julien Duvivier                      | Julien Duvivier                 |                                         |                                       |                              |                                                    | Mario Camerini                           |
| Scénaristes   | Giuseppe Amato                       |                                 |                                         |                                       |                              |                                                    |                                          |
| Scénaristes   |                                      | Leonardo Benvenuti              |                                         |                                       |                              |                                                    |                                          |
| Sortie        | 4 juin 1952                          | 5 juin 1953                     | 18 novembre 1955                        | 1er décembre 1961                     | 17 décembre 1965             |                                                    | 11 octobre 1972                          |
| Sortie        | 28 mars 1952                         | 23 septembre 1953               | 25 octobre 1955                         | 7 octobre 1961                        | 18 septembre 1965            |                                                    | 1972                                     |

## Distribution

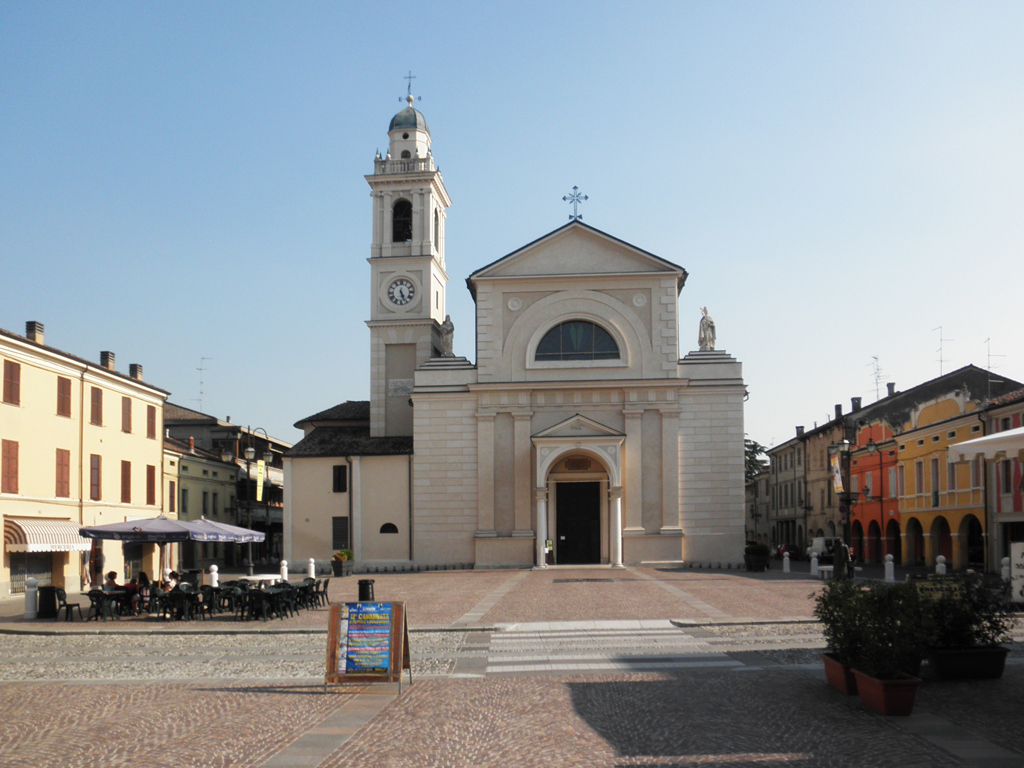
Église de Brescello où officie Don Camillo

| Rôle         | Le Petit Monde de don Camillo (1952) | Le Retour de don Camillo (1953) | La Grande Bagarre de don Camillo (1955) | Don Camillo Monseigneur (1961) | Don Camillo en Russie (1965) | Don Camillo et ses contestataires (1970, inachevé) | Don Camillo et les Contestataires (1972) |
| ------------ | ------------------------------------ | ------------------------------- | --------------------------------------- | ------------------------------ | ---------------------------- | -------------------------------------------------- | ---------------------------------------- |
| Don Camillo  | Fernandel                            | Fernandel                       | Fernandel                               | Fernandel                      | Fernandel                    | Fernandel                                          | Gastone Moschin                          |
| Peppone      | Gino Cervi                           | Gino Cervi                      | Gino Cervi                              | Gino Cervi                     | Gino Cervi                   | Gino Cervi                                         | Lionel Stander                           |
| Smilzo       | Marco Tulli                          | Marco Tulli                     | Marco Tulli                             | Marco Tulli                    | Marco Tulli                  | Marco Tulli                                        |                                          |
| Brusco       | Saro Urzì                            | Saro Urzì                       | Saro Urzì                               | Saro Urzì                      | Saro Urzì                    |                                                    |                                          |
| Mme Bottazzi | Leda Gloria                          | Leda Gloria                     | Leda Gloria                             | Leda Gloria                    | Leda Gloria                  |                                                    | Dolores Palumbo                          |
| Don Pietro   | Giorgio Albertazzi                   | Tony Jacquot                    |                                         |                                |                              |                                                    |                                          |
| L'évêque     | Charles Vissières                    | Charles Vissières               |                                         |                                |                              |                                                    |                                          |

## Lieux de tournage
Dans les trois premiers films de la série Don Camillo, l’intérieur de l’église de Brescello est en fait un décor reconstitué dans les studios de Cinecittà (Rome, Italie), l’évêque ayant catégoriquement refusé le tournage de films dans un lieu consacré. Toutefois, l’autorisation de tourner à l’intérieur de l’église est accordée pour les deux derniers films de la série.[réf. nécessaire]

## Box-office
Le Petit Monde de don Camillo est toujours bien placé dans le box-office français, en totalisant un peu plus de 12 millions d'entrées.
| Film                             | Année | Box-office Italie  | Box-office France  | Box-office Allemagne |
| -------------------------------- | ----- | ------------------ | ------------------ | -------------------- |
| Le Petit Monde de don Camillo    | 1952  | 13 215 653 entrées | 12 791 168 entrées | NC                   |
| Le Retour de don Camillo         | 1953  | 7 921 487 entrées  | 7 425 550 entrées  | NC                   |
| La Grande Bagarre de don Camillo | 1955  | 6 862 676 entrées  | 5 087 231 entrées  | NC                   |
| Don Camillo Monseigneur          | 1961  | 6 620 165 entrées  | 4 281 889 entrées  | NC                   |
| Don Camillo en Russie            | 1965  | 3 599 000 entrées  | 2 424 200 entrées  | 2 250 000 entrées    |

Source : jpbox-office.com et insidekino.de,